# آیین سقاخانه
یکی از مراسم مذهبی ویژه عاشورا و ماه محرم در شهر بروجرد و مناطق اطراف آن برپایی تکیه‌های عزاداری در خانه‌های شخصی است که به آن‌ها سقاخانه گفته می‌شود. رسم است که با فرا رسیدن ماه محرم، برخی از خانواده‌های بروجردی، یک یا چند اتاق از منزل خود را با استفاده از پارچه‌های مشکی، سیاهپوش می‌کنند و منبری چوبی با تعدادی چراغ کوچک در بالای اتاق قرار می‌دهند. دیوارهای سقاخانه با شمایل بزرگان شیعه و نیز شعرهای حماسی در مدح حسین بن علی و کشته شدگان کربلا آراسته می‌شود. بیشتر منازل دارای یک اتاق مشترک برای زنان و مردان هستند اما در خانه‌های بزرگتر یا سقاخانه‌های پر مخاطب، ممکن است فضای زنان از مردان جدا باشد.

## چگونگی سقاخانه
معمولاً سقاخانه‌های از اول تا دهم محرم برپا می‌شوند. خانه‌های دارای سقاخانه در هر کوی، با داشتن پرچمی سیاه یا سبز رنگ بر سردر خانه و نیز نصب چراغهای تزئینی مشخص می‌شوند. با تاریک شدن هوا، صاحب خانه کوچه را آب پاشی می‌کند، چراغهای تزئینی را برای جلب توجه عابران روشن می‌کند و درب خانه را بازمی‌گذارد. اهالی شهر با پوشیدن لباسهای سیاه رنگ، دسته دسته از یک سقاخانه به سقاخانه‌ای دیگر می‌روند و این کار معمولاً تا پاسی از شب ادامه دارد. چنانچه بازدیدکنندگان از باز بودن سقاخانه مطمئن نباشند پیش از ورود به خانه با صدای بلند می‌پرسند: قلیچه یا قولوچه؟ اگر صاحبخانه بگوید قلیچه به معنای اذن ورود می‌باشد. به همین روی گاه به سقاخانه قلیچ هم گفته می‌شود. رسم است با ورود به سقاخانه پیش از سلام واحوالپرسی با حاضران، گفته شود «بر قاتلان سیدالشهدا لعنت». میزبان و حاضران نیز با گفتن «بیش باد» از میهمانان جدید استقبال می‌کنند. در گذشته رسم بود که میهمانان اشعاری در مدح امامان شیعه و کشته شدگان کربلا می‌خواندند و سینه زنی مختصری می‌کردند. میزبان با انواع میوه، شیرینی و نوشیدنی‌های سرد و گرم از میهمانان پذیرایی می‌کند.

## جنبه‌های اجتماعی سقاخانه
رسم است که همسایه‌ها، نفت، چراغ، شیر، میوه، خرما، شیرینی و مواد دیگری را نذر سقاخانه‌های محل می‌کنند و به این ترتیب بخشی از هزینه برپایی سقاخانه را تقبل می‌کنند. هرچند سقاخانه اساساً برای بزرگداشت کشته شدگان کربلا برپا می‌شود و هدف آن سوگواری است اما در عمل، فرصتی مناسب برای دیدار با همسایگان، دوستان، همکاران و اقوام است. علاوه بر دید و بازدیدها، امکان خروج دختران جوان از خانه نیز فراهم می‌شده و به این ترتیب، زمینه دیده شدن آنان توسط خانواده‌های دیگر و سرگرفتن عروسی نیز در سقاخانه‌ها وجود داشته‌است. علاوه بر این، دهه اول محرم، یکی از بهترین زمان‌هایی است که زنان و کودکان آزادانه و بدون هراس می‌توانند شب‌ها در کوچه و خیابان‌های شهر رفت و آمد داشته باشند.

## سقاخانه و تکیه
برخلاف تکیه‌های عمومی که در مساجد، حسینیه‌ها یا به صورت موقت در سطح معابر ایجاد می‌شوند، سقاخانه‌ها بیشتر در منازل شخصی افراد برپا می‌شوند. همچنین تکیه‌ها بیشتر پایگاهی برای جمع شدن هیئت‌های عزادار هستند اما سقاخانه‌ها چنین نقشی ندارند.

## ثبت ملی
آئین سقاخانه بروجرد در دیماه ۱۳۹۱ در فهرست میراث معنوی کشور به ثبت ملی رسید.